# Vasculitis leucocitoclástica
La vasculitis leucocitoclástica o vasculitis por hipersensibilidad es una vasculitis que afecta a los vasos sanguíneos pequeños principalmente de la piel de las extremidades inferiores, aunque en un tercio de los pacientes compromete también la piel del tronco y de las extremidades superiores.
Esta vasculitis es una inflamación mediada por complejo inmune que afecta principalmente las vénulas postcapilares, aunque también las arteriolas y los capilares de la piel, que muchas veces aparece después del uso de fármacos o de la ocurrencia de una infección.

## Clasificación
En el año 1990 el Colegio Estadounidense de Reumatología propuso criterios para clasificar las vasculitis, indicando aquellos necesarios para el diagnóstico de una vasculitis por hipersensibilidad. En el año 1992, se agregaron los criterios para diferenciarla del Púrpura de Schönlein-Henoch.
En el año 2012, se revisó la nomenclatura de las vasculitis en la Conferencia Internacional de Consenso de Chapell Hill, dejando a la vasculitis leucocitoclática clasificada como una vasculitis de órgano único, específicamente la piel, denominándose por lo tanto vasculitis leucocitoclástica cutánea, siendo por tanto una característica de esta enfermedad la falta de compromiso de otros órganos.

## Epidemiología
La incidencia es de 30 casos por millón al año afectando de igual forma a hombres y mujeres.

## Etiología
Entre un 33% y un 50% de los casos de vasculitis leucocitoclástica son idiopáticos, es decir, no se logra identificar una causa determinada. Entre un 10% y un 24% se relacionan con el uso de fármacos tales como antibióticos (especialmente la
amoxicilina), los analgésicos, los antiinflamatorios no esteroideos y los diuréticos. Un 20% se relacionan con cuadros infecciosos tales como los que afectan al tracto respiratorio superior (causados por estreptococo beta-hemolítico), la hepatitis viral (A, B o C), la infección por VIH, el parvovirus humano B19 y la endocarditis bacteriana subaguda. Entre un 10% y un 15% se relacionan con enfermedades autoinmunes tales como la artritis reumatoide, el lupus eritematoso sistémico, el síndrome antifosfolípido y el síndrome de Sjögren. En menos de un 1% esta vasculitis se asocia con una neoplasia.

## Patogenia
En algunos casos se ha atribuido a la respuesta de un anticuerpo frente a antígenos como fármacos, microorganismos o proteínas heterólogas o tumorales; este mecanismo puede desembocar en el depósito de inmunocomplejos o disparar respuestas inmunitarias secundarias, que resultan patógenas. Sin embargo, la mayoría de las lesiones son pauciinmunitarias (carecen de inmunocomplejos) y cada vez se apunta hacia los ANCA (Anticuerpos anticitoplasma de neutrófilos) y MPO (Mieloperoxidasa) como origen casual. La atracción y activación de los neutrofilos en un lecho vascular determinado puede ser la responsable de las manifestaciones patológicas. 

## Anatomía patológica
La vasculitis leucocitoclástica se caracteriza por una necrosis fibrinoide segmentaria de la túnica media con lesiones necrosantes transparietales de distribución focal; no se observa inflamación. Estas alteraciones tiene un parecido estructural con la panarteritis nudosa, pero respetan específicamente las arterias de mediano y gran calibre, los infartos macroscópicos son infrecuentes.
En algunas zonas, no se observa más que un infiltrado y una fragmentación de los neutrófilos.

## Cuadro clínico
La manifestación principal de la vasculitis leucocitoclástica es el síndrome purpúrico palpable en las extremidades inferiores, los glúteos y la espalda, pero puede aparecer en cualquier localización.
Puede acompañarse con dolor en las articulaciones de las rodillas o tobillos.

## Diagnóstico
El diagnóstico de la vasculitis leucocitoclástica se confirma con un estudio histológico de la piel afectada que demuestra infiltrados de leucocitos perivasculares y vasculares junto con necrosis fibrinoide.

## Diagnóstico diferencial
La vasculitis leucocitoclástica debe distinguirse de:
- Síndrome de DRESS (Reacción a drogas con eosinofilia y síntomas sistémicos).
- Amiloidosis.
- Síndrome antifosfolípido.
- Mixoma atrial.
- Enfermedad de Behçet.
- Síndrome de Churg-Strauss.
- Granulomatosis de Wegener.
- Púrpura de Schönlein-Henoch.
- Urticaria.
- Púrpura trombocitopénica idiopática.
- Meningococcemia.

## Tratamiento
La mayoría de los casos de vasculitis leucocitoclástica se resuelve espontáneamente en varias semanas a meses. Se debe identificar la causa en los casos no idiopáticos y tratarla. Habitualmente se indica reposo, elevación de las piernas, aplicación de frío en las lesiones, antiinflamatorios no esteroideos (siempre que no hayan sido la causa) antihistamínicos y corticoesteroides tópicos. En casos más severos se pueden utilizar corticoesteroides por vía oral o parenteral.